# Can Negoci (Sant Andreu de Llavaneres)
Can Negoci és una obra de Sant Andreu de Llavaneres (Maresme) protegida com a Bé Cultural d'Interès Local.

## Descripció
Casa del segle XVII-XVIII, de base quadrangular i de petites dimensions, situada en el penjant de la Pedra del Llop. Està formada per dos cossos amb planta baixa i pis. En una finestra de la façana principal hi ha una espitllera de defensa.
(Text procedent del POUM)